# جزيرة يوتوبيا
جزيرة يوتوبيا (بالإنجليزية: Utopia Island)‏ وتعرف أيضاً باسم جزيرة ساندي، هي جزيرة مصرية تقع شمال مدينة سفاجا بالبحر الأحمر وتبلغ مساحتها 1.5 كم² تقريباً، تتميز الجزيرة بأنها من الجزر القليلة الرملية وليس بها صخور حول شواطئها.